# TsOeM (Sofia)

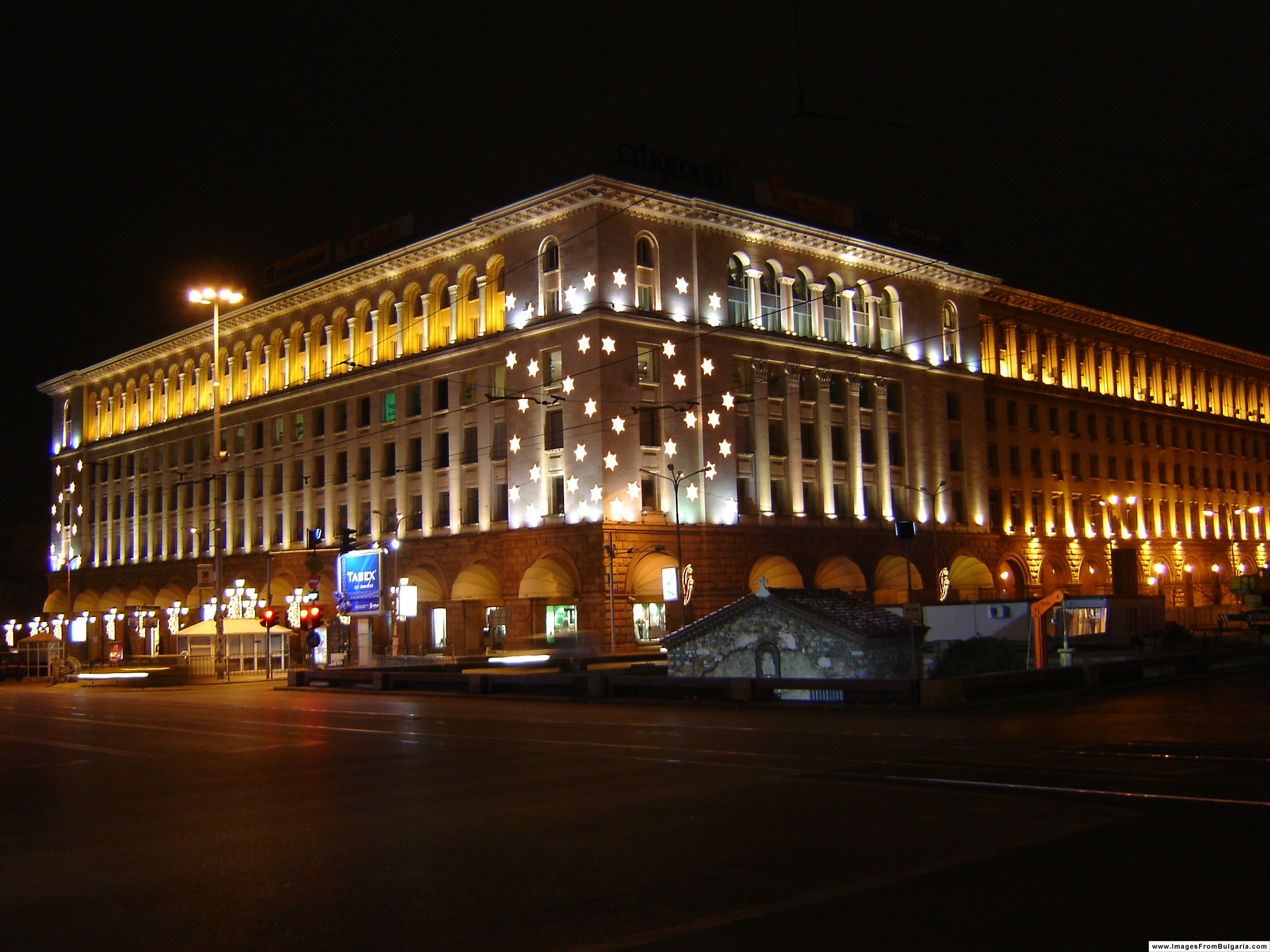
TsOeM in Sofia 's avonds

Het TsOeM (Bulgaars: Централният универсален магазин, ЦУМ, Centraal warenhuis) was een chique warenhuis in het centrum van Sofia, de hoofdstad van Bulgarije. Het werd officieel geopend in 1957 en is gevestigd in een monumentaal gebouw (onderdeel van het Largo-complex) aan een van de belangrijkste boulevards van de stad.

## Geschiedenis
De bouw van het warenhuis begon in 1955 en werd eind 1956 afgerond. Hoewel de eerste klanten daarna in TsOeM binnenkwamen, werd het warenhuis in 1957 officieel geopend met een ceremonie. Het gebouw is ontworpen door architect Kosta Nikolov en heeft een oppervlakte van 20.570 m². Het beschikt over een overdekte atrium die het midden van vijf van de zeven verdiepingen van het gebouw beslaat.
TsOeM onderging in 1986 een grote vebrouwing onder leiding van architect Atanas Nikolov. Twee jaar later bezochten dagelijks 120.000 mensen de winkel, waar per dag 123.000 artikelen werden verkocht. Na de democratische veranderingen in 1989 bleef de winkel openbaar eigendom totdat het werd verkocht aan de Hong Kongse fondsbeheerder Regent Pacific Group voor de prijs van omgerekend zo'n 15 miljoen euro. In de periode 1999-2000 investeerde Regent Pacific Group vervolgens $ 10,2 miljoen om het pand te herontwikkelen tot een kantoor- en winkelgebouw voor gemengd gebruik. TsOeM werd omgevormd tot een winkelcentrum voor dure boetieks in plaats van een winkel voor het volk, waarbij het dagelijkse aantal klanten daalde tot 7.000. Op 19 oktober werd TsOeM verkocht aan de zakenman Georgi Gergov van Plovdix. 

## Huurders
In 2005 werden winkelruimten verhuurd aan merken als Laura Ashley, Timberland, Nautica, Fila, Fred Perry, Adidas, Mexx, Tommy Hilfiger, Swarovski, Miss Sixty, Nike en Rossignol. De huurprijzen behoren tot de hoogste in Bulgarije en zijn vergelijkbaar met die va de nabijgelegen Vitosja-boulevard.  
Sinds begin 2023 bevatte het pand alleen nog een paar winkels en restaurants op de begane grond, en werd het op de officiële website op de markt gebracht als kantoorruimtes.